# Julien Escudé
Julien Escudé (ur. 17 sierpnia 1979 w Chartres) – francuski piłkarz występujący na pozycji środkowego obrońcy.

## Kariera klubowa
Escudé jest wychowankiem klubu AS Cannes. W sezonie 1998/1999 występował z nim przez rok w Ligue 2, a po sezonie przeszedł do pierwszoligowego Stade Rennais FC, do którego sprowadził go trener zespołu Paul Le Guen. W lidze zadebiutował 19 września w przegranym 0:3 wyjazdowym meczu z FC Nantes. W Rennes dość szybko wywalczył miejsce w wyjściowej jedenastce i w jednej z najmłodszych drużyn Ligue 1 grał przez pełne 4 lata, a największym sukcesem przez ten okres było zajęcie 6. miejsca w sezonie 2000/2001 i gra w Pucharze Intertoto.
Latem 2003 Escudé przeszedł do Ajaksu Amsterdam. W Eredivisie zadebiutował 23 sierpnia w wygranym 1:0 meczu z RBC Roosendaal. W Ajaksie był podporą obrony i czołowym jej zawodnikiem. Z amsterdamskim klubem wywalczył mistrzostwo Holandii. W sezonie 2004/2005 bez sukcesów wystąpił w Lidze Mistrzów, a w lidze jego 5 bramek dało Ajaksowi wicemistrzostwo kraju. W zespole tym grał też w rundzie jesiennej sezonu 2005/2006, ale rozegrał w niej tylko 2 mecze. Ogółem w holenderskiej drużynie wystąpił w 61 meczach ligowych i strzelił 6 bramek.
W styczniu 2006 Escudé podpisał kontrakt z hiszpańską Sevillą. W Primera División zadebiutował 11 lutego w wygranym 4:0 wyjazdowym meczu z Cadizem. Wystąpił także w rozgrywkach Pucharu UEFA i doszedł do finału. 10 maja zagrał w nim, a Sevilla wygrała z Middlesbrough 4:0. Od początku sezonu 2006/2007 był zawodnikiem wyjściowej jedenastki andaluzyjskiego klubu i po raz drugi z rzędu zdobył z nim Puchar UEFA, ale w finałowym meczu z Espanyolem Barcelona nie zagrał.
22 lipca 2012 roku podpisał 2-letnią umowę z tureckim Beşiktaşem JK. W 2014 roku zakończył tam karierę.

## Statystyki
| Sezon   | Klub             | Kraj      | Rozgrywki                  | Mecze | Bramki |
| ------- | ---------------- | --------- | -------------------------- | ----- | ------ |
| 1998/99 | AS Cannes        | Francja   | Division 2                 | 21    | 0      |
| 1999/00 | Stade Rennais FC | Francja   | Division 1                 | 21    | 0      |
| 2000/01 | Stade Rennais FC | Francja   | Division 1                 | 28    | 0      |
| 2001/02 | Stade Rennais FC | Francja   | Division 1                 | 32    | 0      |
| 2002/03 | Stade Rennais FC | Francja   | Ligue 1                    | 30    | 0      |
| 2003/04 | AFC Ajax         | Holandia  | Eredivisie                 | 31    | 1      |
| 2004/05 | AFC Ajax         | Holandia  | Eredivisie                 | 28    | 5      |
| 2005/06 | AFC Ajax         | Holandia  | Eredivisie                 | 2     | 0      |
| 2005/06 | Sevilla FC       | Hiszpania | Primera División           | 16    | 0      |
| 2006/07 | Sevilla FC       | Hiszpania | Primera División           | 31    | 1      |
| 2007/08 | Sevilla FC       | Hiszpania | Primera División           | 16    | 0      |
| 2008/09 | Sevilla FC       | Hiszpania | Primera División           | 26    | 1      |
| 2009/10 | Sevilla FC       | Hiszpania | Primera División           | 24    | 0      |
| 2010/11 | Sevilla FC       | Hiszpania | Primera División           | 28    | 2      |
| 2011/12 | Sevilla FC       | Hiszpania | Primera División           | 24    | 1      |
| 2012/13 | Beşiktaş JK      | Turcja    | Süper Lig                  | 14    | 0      |
| 2013/14 | Beşiktaş JK      | Turcja    | Süper Lig                  | 10    | 2      |
|         |                  |           | Łącznie w Ligue 1          | 111   | 0      |
|         |                  |           | Łącznie w Eredivisie       | 61    | 6      |
|         |                  |           | Łącznie w Primera División | 164   | 5      |
|         |                  |           | Łącznie w Süper Lig        | 24    | 2      |

## Kariera reprezentacyjna
W reprezentacji Francji Escudé zadebiutował 11 października 2006 roku w wygranym 5:0 meczu z Wyspami Owczymi rozegranym w ramach eliminacji do Euro 2008.